# Juriques
Le Juriques est un volcan d'Amérique du Sud, à la frontière du Chili et de la Bolivie, près de la laguna Verde et du volcan Licancabur (situé à moins de cinq kilomètres à l'ouest-nord-ouest).

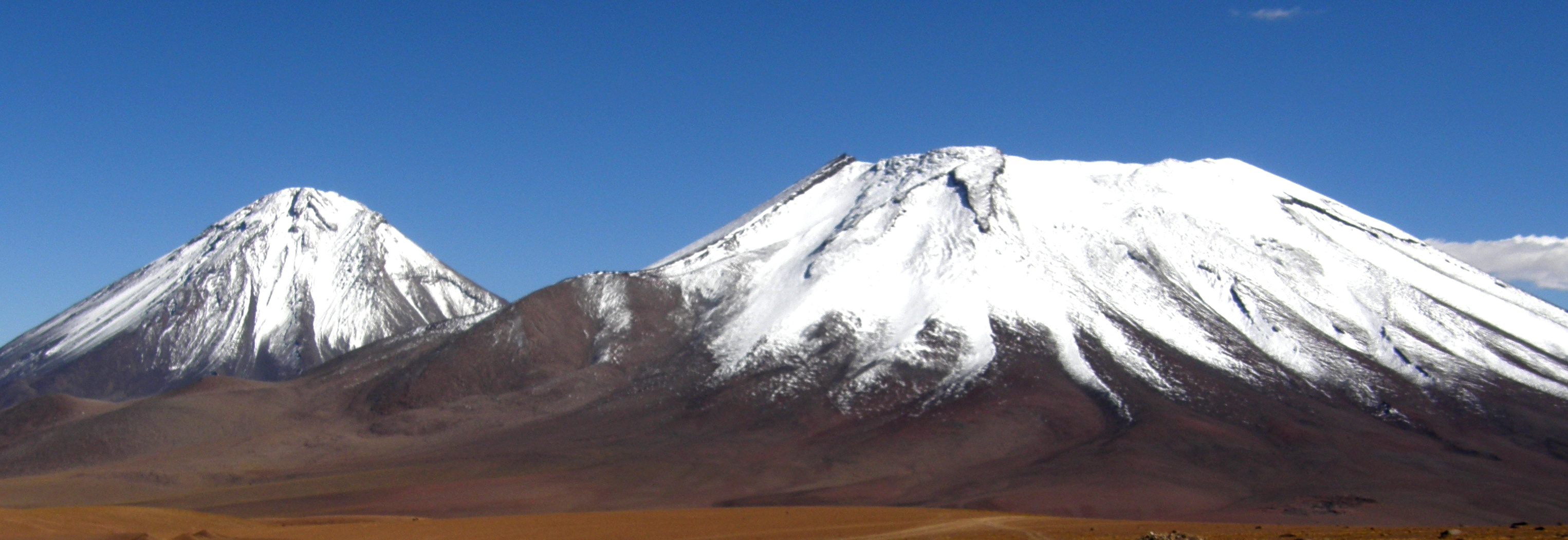
Vue du Juriques au premier plan, le Licancabur au second plan.